# Renströmska badanstalten i Stampen

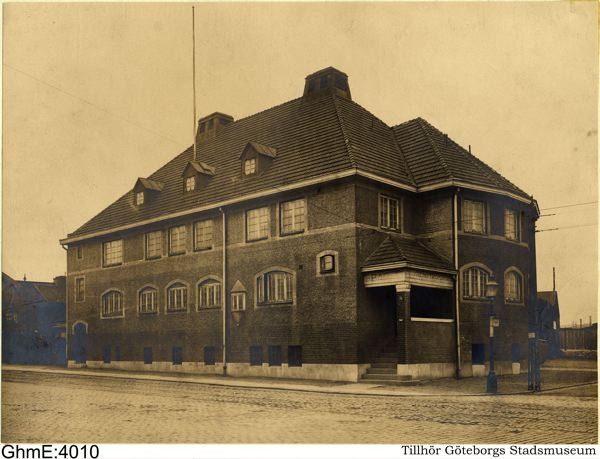
Renströmska badanstalten på Stampen år 1919.

Renströmska badanstalten i Stampen eller Olskroksbadet, var ett badhus i hörnet Gullbergsbrogatan-Viaduktplatsen i 12:e roten i stadsdelen Stampen i Göteborg 1910-1961.

## Historia
Efter badet i Majorna var "Olskroksbadet" det första av de Renströmska filialbaden. Badmöjligheter i hemmen för de boende i Olskroken och Redbergslid fanns inte på 1920- och 30-talen. Det uppstod därför tidigt ett önskemål om att få en badanstalt anlagd i området. Gamlestadsförsamlingens kommunalförening gjorde påstötningar om detta, vilket föranledde en motion av Axel Carlander i stadsfullmäktige om anläggandet av en badinrättning. Den 12 september 1907 beslutades att en badanstalt skulle uppföras vid Gullbergsbron, strax väster om Olskrokstorget. Styrelsen för Renströmska ansökte därmed om ett lån hos drätselkammaren på 100 000 kronor. Pengarna skulle användas till en byggnad med inredning. Beloppet bestämdes först till 80 000 kronor, men höjdes då det visade sig inte räcka till. Badet förvaltades av Hagabadets styrelse. 
Badhuset blev uppfört i två våningar samt källarvåning av byggmästare Axel Engström med ritningar av arkitekt Ernst Torulf och invigdes den 1 september 1910. Konstruktör för det sanitetstekniska var ingenjör William Fagerström och leverantör var A.J.G. Bissmark & Co. Byggnaden var 80 meter lång och 26 meter bred. Badets huvudingång fanns vid hörnet mot Gullbergsbron. Omklädningsplatserna i två våningar var 63 stycken. Bassängen var 1,3 meter djup, med måtten 6,7 x 4,8 meter. Här fanns finsk bastu, 5 hytter och 4 karbad för både män och kvinnor. I öppningsannonsen kunde man läsa: "I badanstalten serveras II:dra och III:dje klass Finsk badstu samt varma bad i kar till nedanstående pris och nedan angivna tider:" Priserna varierade mellan 20 och 50 öre. Besökarna uteblev dock, och under de flesta av veckans dagar förekom sällan mer än 12-15 bad, ibland ned till 8-9 bad. "Badsinnade" blev man först på 1920-talet. Då Olskroksmotet skulle byggas, upphörde verksamheten vid Renströmska badanstalten 1961. Byggnaden revs först i mars-april 1963.